# Cryptopone sauteri
Cryptopone sauteri (лат.) — вид муравьёв (Formicidae) рода Cryptopone из подсемейства Ponerinae. Китай, Япония, Корея.

## Описание
Длина тела от 3 до 4 мм. Основная окраска желтовато-коричневая. Всё тело покрыто золотистыми щетинками. Усики 12-члениковые (у самцов 13). Голова вытянутая, глаза мелкие, состоят из одной-двух фасеток. На средних голенях отстоящие щетинки. В стебельке один членик (петиоль), но первый сегмент брюшка резко отделён перетяжкой от остальных.
Хищники, гнездящиеся в земляных муравейниках или в гнилой древесине. Имаи (Imai et al., 2003) сообщал, что Cryptopone sauteri охотится на личинок жуков и мух.
Хромосомный набор 14 (2n=28).
Митохондриальный геном Cryptopone sauteri состоит из 15 367 пар оснований (bp), включая 13 кодирующих белок генов (PGCs), 2 рибосомальных RNA-гена, 22 транспортных RNA-гена (размер tRNAs от 56 до 78 bp), и один крупный нераскодированный участок из 448 пар оснований (bp).
Впервые был впервые описан по материалам из Японии в 1906 году в составе рода Pachycondyla и назван в честь Mr. Hans Sauter, коллектора типовой серии. В 1963 году включён в состав рода Cryptopone.